# Riccardo Zandonai

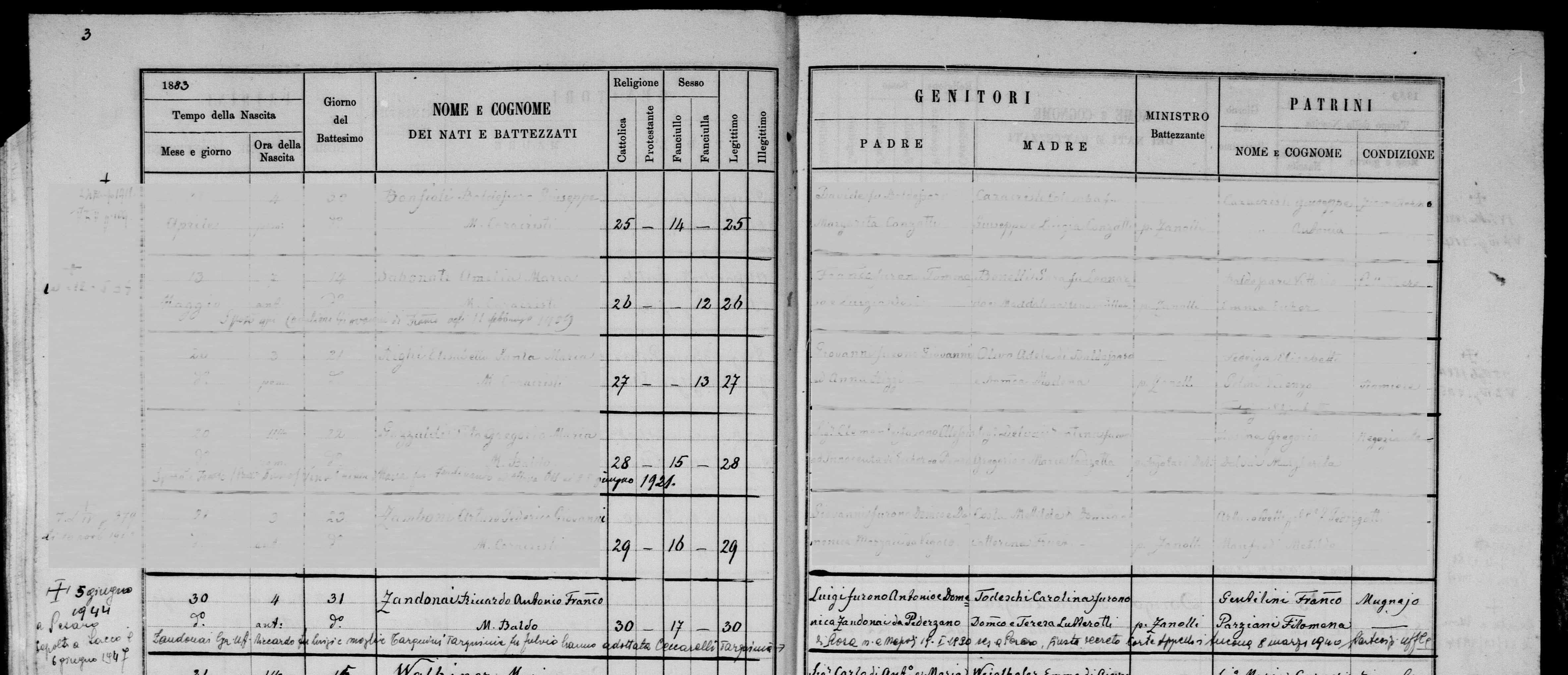
Záznam o narození v matrice

Riccardo Zandonai, psán také Zandonài (28. května 1883 Borgo Sacco, předměstí Rovereta, Rakousko-Uhersko – 5. června 1944 Trebbiantico, Itálie) byl italský hudební skladatel.

## Život
Zandonai se narodil 28. května 1883 v Borgo Sacco (dnes část města Rovereto). Již v mládí projevil hudební nadání a v roce 1899 vstoupil na konservatoř v Pesaru. Mezi jeho učiteli byl mimo jiné Pietro Mascagni. Devítileté studium absolvoval ve třech letech, v roce 1902. Během studia složil sbor Inno degli studenti trentini, který se stal hymnou separatistických snah mladých lidí rodné provincie. Absolventskou prací byla kantáta pro sóla, sbor a orchestr Il ritorno di Odisseo (Návrat Odysseův) komponovaná podle básně italského básníka Giovanni Pascoliho.
Mimořádný úspěch zaznamenal Zandonai v roce 1914 operou Francesca da Rimini, volnou adaptací stejnojmenného dramatu Gabriela D'Annunzia. Opera se stala součástí světového repertoáru a několikrát byla nahrána na gramofonové desky. Krátce po premiéře této opery se oženil se sopranistkou Tarquinií Tarquiniovou, pro kterou už v roce 1911 napsal titulní roli v opeře Conchita.
Po vypuknutí 1. světové války složil v roce 1916 vlasteneckou píseň Alla Patria věnovanou Itálii. Na oplátku mu rakousko-uherské úřady zkonfiskovaly veškerý majetek v Saccu (po válce mu byl vrácen).
Když zemřel Giacomo Puccini a zanechal nedokončené třetí jednání opery Turandot, byl Zandonai mezi několika skladateli, které vydavatelství Ricordi zvažovalo pro její dokončení. Puccini sám před smrtí doporučoval tuto volbu. Zandonai měl i podporu dirigenta Toscaniniho, ale Pucciniho syn Tonio, z dosud nejasných důvodů, tuto volbu vetoval. Dokončením pak byl pověřen Franco Alfano.
V roce 1935 se Zandonai stal ředitelem Rossiniho konzervatoře v Pessaru. Zde oživil některá Rossiniho díla, například operu Il viaggio a Reims (Cesta do Remeše) a předehru k opeře Maometto secondo (Mohamed druhý). V roce 1941 přepracoval operu La gazza ladra (Straka zlodějka) a zredukoval ji na tři jednání.
O tři roky později zemřel po operaci žlučníku. Je pochován ve svém rodišti Borgo Sacco. Jeho jméno nese divadlo v Roveretu, kde rovněž sídlí Centro Internazionale di Studi Riccardo Zandonai.

## Dílo

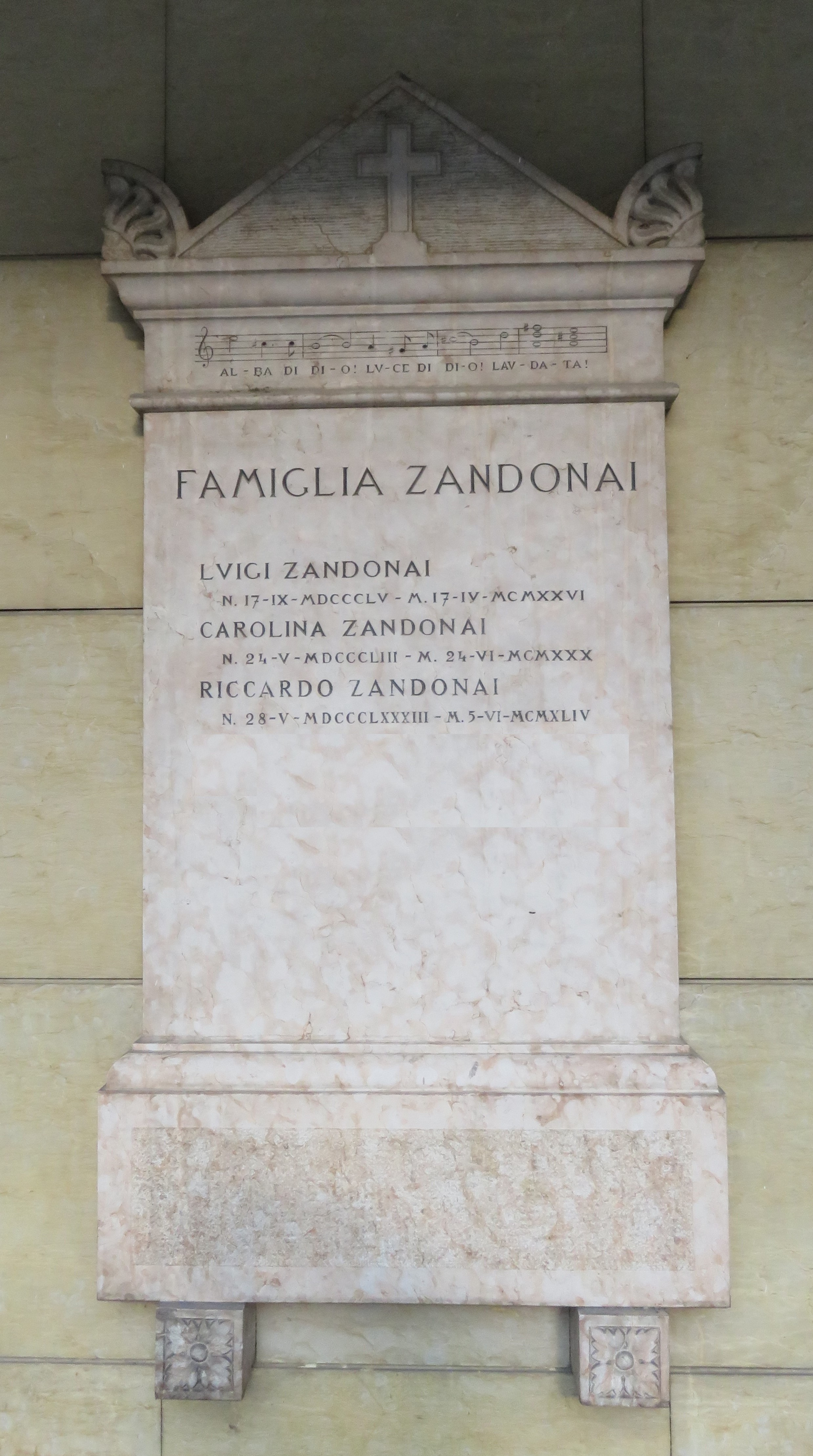
Hrobka skladatele v Borgo Sacco, Rovereto

### Opery
- La coppa del re, op. 1 (libreto: Gustavo Chiesa podle Friedricha Schillera, 1902/03)
- L’uccellino d’oro, op. 2 (libreto: Giovanni Chelodi podle bratří Grimmů, 1907 Sacco)
- Il grillo del focolare, op. 3 (libreto: Cesare Hanau podle Charlese Dickense, 1908 Turín)
- Conchita, op. 4 (libreto: Maurice Vaucaire, Carlo Zangarini podle Pierre Louÿs: La femme et le pantinl, 1911 Milán, Teatro Dal Verme)
- Melenis, op. 5 (libreto: Massimo Spiritini a Carlo Zangarini podle Louise Bouilheta, 1912 Milán)
- Francesca da Rimini, op. 6. (libreto: Tito Ricordi podle Gabriela D’Annunzia, 1914 Turín, Teatro Regio)
- La via della finestra, op. 7 (libreto: Giuseppe Adami podle Eugèna Scribea, 1919 Pesaro; přepracovaná verse 1923 Pesaro)
- Giulietta e Romeo, op. 8 (libreto: Arturo Rossato (podle Luigi Alvise Da Porto, 1922 Řím Teatro Costanzi)
- I cavalieri di Ekebù, op. 9 (libreto: Arturo Rossato podle Selmy Lagerlöfové 1925 Milán, Scala)
- Giulian, op. 10 (libreto: Arturo Rossato (podle Jacoba de Voragine: Legenda Aurea, 1928 Neapol)
- Una partita, op. 11 (libreto: Arturo Rossato podle Alexandra Dumasee staršího, 1933 Milán)
- La farsa amorosa, op. 12 (libreto: Arturo Rossato Pedra Antonia de Alarcóna, 1933 Řím)
- Il bacio, op. 13 (libreto: Arturo Rossato a Emidio Mucci podle Gottfrieda Kellera , 1954 Milán)
- Ajax, op. 18 (scénická hudba pro mužský sbor a orchestr podle Sofokla 1939 Syrakusy)

### Orchestrální skladby
- Canzone montanina (1902)
- Serenata medioevale pro violoncello a malý orchestr (1909)
- Primavera in Val di Sole (1914/15)
- Autunno fra i monti (1917/18)
- Concerto Romantico pro housle a orchestr (1920)
- Quadri di Segantini (1932)
- Il flauto notturno pro flétnu a malý orchestr(1932)
- Piccola sinfonia agreste (1933)
- Concerto andaluso pro violoncello a malý orchestr (1934)
- Spleen pro violoncello a orchestr (1934)

### Komorní hudba
- Smyčcový kvartet G-Dur (1904)
- Trio-Serenata pro klavírní trio (1943)

### Klavír
- Sogno Giovanile (1895)
- Canzone Montanina (1902)
- Berceuse (1902)
- Sera (1904)
- Tempo di Valzer (1914)
- Telefunken (1929)
- Fiori Sotto La Neve (1931)

### Vokální skladby
- Scena dal V° Canto dell’Inferno (tenor a orchestr, text Dante Alighieri, 1899)
- Il conte Ugolino (tenor a orchestr, text Dante Alighieri, 1900)
- Il ritorno di Odesseo pro soprán, baryton, mužský sbor a orchestr (text Giovanni Pascoli, 1901)
- Il sogno di Rosetta pro soprán, tenor, ženský sbor a orchestr (text Giovanni Pascoli, 1901)
- Il Salmo 2 pro mužský sbor a orchestr (1903)
- Padre nostro che ne' cieli stai pro mužský sbor a orchestr (text Dante Alighieri, 1903)
- Ave, o Maria pro ženský sbor s nástrojovým doprovodem (1908)
- Vere novo pro baryton a orchestr (text Gabriele D’Annunzio, 1911)
- Messa da Requiem (1916)
- Pregiera alla Vergine pro ženský sbor a varhany nebo žesťový orchestr (1922)
- La ballata del Messimerit pro tenor mužský sbor a orchestr (1942)

### Písně
- 6 melodií: Visione invernale; Ultima Rosa; I due tarli; Serenata; Lontana; L’assioulo (1900–1904)
- 3 liriche francesi: Ariette; Coucher de soleil à Kérazur; Soror dolorosa (1912)
- 6 melodií: Mistero; Notte di neve; Mistica; Portami via!; Sotto il ciel; La serenata (1903–1920):
- Dicono i morti pro tenor, mužský sbor a klavír (1923)
- Tre vocalizzi (1929)

### Filmová hudba
- La principessa Tarakanova (1938)
- Der singende Tor (1939)
- Traummusik (1940)
- Ritorno (1940)
- Amami, Alfredo! (1940)
- Arditi civili (1940)
- Caravaggio, il pittore maledetto (1941)